# Manfred Rech
Manfred Rech (* 1942) ist ein deutscher Archäologe und war als solcher von 1990 bis 2007 Landesarchäologe von Bremen.

## Leben
Rech promovierte 1973 mit einer Arbeit zum Thema Studien zu Depotfunden der Trichterbecher- und Einzelgrabkultur des Nordens an der Universität Frankfurt. Als Nachfolger Karl Heinz Brandts leitete er ab 1990 die Bodendenkmalpflege in der Hansestadt Bremen. Mit diesem Amt verbunden  war seine Professur für Ur- und Frühgeschichte an der Universität Bremen sowie die Verantwortung für die Abteilung Ur- und Frühgeschichte des Focke-Museums in Bremen. Als Landesarchäologe initiierte er die Neuauflage und Fortführung der Bremer Archäologischen Blätter, deren Publikation er bis einschließlich des sechsten Bandes als Herausgeber verantwortete. In seine Amtszeit fiel auch die Ernennung des Bremer Rathauses und Bremer Rolands zum UNESCO-Weltkulturerbe, wobei Rech zu den Mitverantwortlichen für die entsprechende Nominierung zählte.
Im Februar 2007 trat er in den Ruhestand. Als kommissarischer Landesarchäologe folgte ihm zunächst der Bremer Archäologe Dieter Bischop nach, seit März 2008 besetzt Uta Halle das Amt.

## Schriften (Auswahl)
- Pferdeopfer – Reiterkrieger: Fahren und Reiten durch die Jahrtausende. Begleitpublikation zur gleichnamigen Ausstellung im Focke-Museum/Bremer Landesmuseum vom 5. Dezember 2006 bis 25. März 2007, im Gustav-Lübcke-Museum Hamm vom 22. April bis 29. Juli 2007, im Museum Burg Linn, Krefeld, vom 26. August bis 2. Dezember 2007. Habelt, Bonn 2006, ISBN 3-7749-3479-7.
- Gefundene Vergangenheit – Archäologie des Mittelalters in Bremen, mit besonderer Berücksichtigung von Riga. Begleitpublikation zur gleichnamigen Ausstellung im Focke-Museum / Bremer Landesmuseum vom 19. November 2003 bis 28. März 2004. Habelt, Bonn 2004, ISBN 3-7749-3233-6.
- Stand, Aufgaben und Perspektiven der Mittelalterarchäologie in Bremen. In: Manfred Gläser (Hrsg.): Lübecker Kolloquium zur Stadtarchäologie im Hanseraum I. Lübeck 1997, S. 123–134.
- Zur frühmittelalterlichen Topographie von Walberberg. In: Bonner Jahrbücher. Band 189, 1989, S. 285–344.
- Archäologische Untersuchungen zur Stadtentwicklung von Siegburg, Rheinsieg-Kreis. In: Dörfer und Städte. Ausgrabungen im Rheinland 1985-86. Bonn 1987, S. 81–94.
- Mittelalterliche Keramik der Töpfereien um Elmpt und Brüggen aus der Sammlung Franz Janßen, Brüggen. In: Zeitschrift für Archäologie des Mittelalters. Band 10, 1984, S. 147–169.
- Studien zu Depotfunden der Trichterbecher- und Einzelgrabkultur des Nordens. Wachholtz, Neumünster 1979, ISBN 3-529-01139-8 (= Untersuchungen aus dem Schleswig-Holsteinischen Landesmuseum für Vor- und Frühgeschichte in Schleswig, dem Landesamt für Vor- und Frühgeschichte von Schleswig-Holstein in Schleswig und dem Institut für Ur- und Frühgeschichte an der Universität Kiel, Band 39, zugleich Dissertation an der Universität Frankfurt am Main, Philosophische Fakultät, 1973).